# Alma Redemptoris Mater
Het Alma Redemptoris Mater is een van de vier Maria-antifonen in de Katholieke Kerk, die elk in een andere periode van het kerkelijk jaar worden gezongen aan het eind van de Completen. Het Alma Redemptoris Mater wordt gebruikt vanaf de start van de Advent tot aan Maria Lichtmis. De andere drie antifonen zijn Ave Regina Caelorum, Regina Caeli en Salve Regina.

## Tekst
| Latijn | Nederlands |
| --- | --- |
| Alma Redemptoris Mater, quae pervia caeli porta manes, et stella maris, succurre cadenti, surgere qui curat, populo; tu quae genuisti, natura mirante, tuum sanctum Genitorem, Virgo prius ac posterius, Gabrielis ab ore sumens illud Ave, peccatorum miserere. | Verheven Moeder van de Verlosser, die altijd zijt de open deur des hemels en de ster der zee, kom het volk te hulp dat valt en poogt op te staan. Gij die tot verwondering van de natuur uw heilige Schepper hebt gebaard en maagd zijt gebleven; gij die door Gabriël zijt begroet, ontferm u over ons, zondaars. |